# Spilichneumon kodiakensis
Spilichneumon kodiakensis är en stekelart som först beskrevs av William Harris Ashmead 1902.  Spilichneumon kodiakensis ingår i släktet Spilichneumon och familjen brokparasitsteklar. Inga underarter finns listade i Catalogue of Life.